# Leitholm
Leitholm ist eine Ortschaft in der schottischen Council Area Scottish Borders beziehungsweise in der traditionellen Grafschaft Berwickshire. Sie liegt rund sechs Kilometer nordwestlich von Coldstream und zehn Kilometer nordöstlich von Kelso.

## Geschichte
Bereits im 13. Jahrhundert wurde eine Kapelle am Standort erwähnt. Dies deutet darauf hin, dass Leitholm zu dieser Zeit bereits bestanden hat. Im Laufe des 17. Jahrhunderts wurde nördlich der Ortschaft Kames House erbaut. Die Villa ist das Geburtshaus von Henry Home, Lord Kames, der dort auch einige seiner bedeutendsten Schriften verfasste. Die klassizistisch ausgestaltete Villa Bughtrig House am Ostrand von Leitholm stammt vermutlich aus dem späten 18. Jahrhundert.
Anhand alten Kartenmaterials kann nachvollzogen werden, dass sich das Straßendorf Leitholm seit Mitte des 19. Jahrhunderts strukturell nicht wesentlich verändert hat.
Im Rahmen der Zensuserhebung 1971 wurden in Leitholm 157 Einwohner gezählt.

## Verkehr
Die B6461 bildet die Hauptverkehrsstraße der Ortschaft. Sie bindet Leitholm im Westen an die von Oxton nach Morpeth führende A697 an. Im Osten ist hingegen die A6112 (Grantshouse–Coldstream) innerhalb weniger Kilometer erreichbar.